# Drino rufa
Drino rufa là một loài ruồi trong họ Tachinidae.